# Clanis surigaoensis
Clanis surigaoensis is een vlinder uit de familie van de pijlstaarten (Sphingidae). De wetenschappelijke naam van de soort werd in 1928 gepubliceerd door Benjamin Preston Clark.